# Emma Carelli
Pour les articles homonymes, voir Carelli.
Emma Carelli (12 mai 1877 à Naples - 17 août 1928 à Montefiascone) est une soprano d'opéra italienne qui a été particulièrement associée aux rôles dramatiques de soprano du répertoire vériste et aux œuvres de Richard Wagner. Après une carrière de chanteuse qui a duré près de deux décennies, elle a dirigé le Teatro Costanzi de Rome pendant près de quinze ans.

## Biographie
Après des études avec son père Beniamino Carelli au Conservatoire San Pietro a Majella, elle fait ses débuts professionnels le 17 septembre 1895 dans le rôle-titre de La vestale (en) de Mercadante lors des célébrations du centenaire du compositeur à Altamura. Cette même année à Naples, elle interprète I Capuleti e i Montecchi de V. Bellini avec E. Caruso âgé de 22 ans. C'est le début une intense carrière sur les scènes d'Italie. Le 1er novembre 1896, elle crée La collana di Pasqua de Gaetano Luporini (en) au Teatro Mercadante de Naples. Le 6 septembre 1897, elle joue le rôle d'Albina lors de la création de La falena d'Antonio Smareglia dirigé par Gialdino Gialdini à Venise. En 1898, elle épouse à Pérouse Walter Mocchi (it), homme politique de gauche, millionnaire autodidacte et plus tard imprésario.
Elle a chanté dans plusieurs créations dont : La Colonia Libera de Pietro Floridia (1899, dirigé par Rodolfo Ferrari au Teatro Costanzi de Rome) ; Meryem dans Anton (1900 à la Scala de Milan, sous la direction d'Arturo Toscanini avec Giuseppe Borgatti) de Cesare Galeotti (en) et Rosaura dans Le maschere de Mascagni à La Scala (1901, sous la direction de Toscanini avec Enrico Caruso et Claudio Leigheb (it)). 
En 1899, à Rome, elle est également la protagoniste d'Iris de Mascagni dirigé par Ferrari avec Borgatti. Elle a été Margherita dans Mefistofele dirigé par Leopoldo Mugnone (en) avec Caruso et la protagoniste de La Wally toujours dirigée par Mugnone. À La Scala, elle a été Desdemona dans Otello sous la direction de Toscanini avec Francesco Tamagno. De nouveau à La Scala, dirigée par Toscanini, en 1900, elle est Tatiana dans Eugène Onéguine et en 1901, Margherita dans Mefistofele avec Caruso et Fédor Chaliapine.
Pendant plusieurs années, elle a également chanté en Amérique du Sud, principalement en Argentine, au sein d'une troupe de tournée organisée par son mari. À Buenos Aires (1902), elle triomphe dans la création de Khrysé d'Arturo Berutti (d'après Aphrodite de Pierre Louÿs), chantant le rôle-titre. En 1903, elle chante le rôle-titre de l'opéra Lorenza d'Edoardo Mascheroni pour sa première sud-américaine à Buenos Aires. Son nom est particulièrement associé au rôle-titre de Zazà (en) de Leoncavallo. Elle a aussi chanté dans plusieurs opéras de Richard Wagner, dont les rôles de Kundry dans Parsifal et d'Elisabeth dans Tannhäuser. Elle a également chanté le rôle-titre dans Tosca de Puccini, le rôle-titre dans Fedora de Giordano, Santuzza dans Cavalleria rusticana de Mascagni et Margherita dans Mefistofele de Boito, entre autres.
En 1908, le mari de Carelli achète le Teatro Costanzi. Sa compagnie, la Società Teatrale Internazionale, a produit la première mondiale de Maia de Leoncavallo. au cours de sa deuxième saison. Carelli a repris la direction de son mari en 1912 avec une nouvelle compagnie (Impresa Teatro Costanzi), tandis qu'il se concentrait sur la direction de la troupe de tournée sud-américaine et du Teatro Municipal de Rio de Janeiro et du Teatro Colón de Buenos Aires. Au cours de ses 14 années de gestion du théâtre, plusieurs opéras ont été créés à Rome, notamment Elektra de Richard Strauss (dans lequel elle a chanté le rôle titre), La fanciulla del West, Turandot et Il trittico de Giacomo Puccini ; Parsifal de Richard Wagner ; Francesca da Rimini de Riccardo Zandonai ; Boris Godounov de Modeste Moussorgski ; Samson et Dalila de Camille Saint-Saëns. En dehors d'Elektra, sa seule autre prestation en tant que chanteuse pendant cette période a été dans le rôle-titre d'Iris de Mascagni. En 1926, Carelli et Walter Mocchi ont vendu le Théâtre Costanzi au conseil municipal de Rome et se sont retirés de la plupart de leurs autres intérêts commerciaux en Amérique du Sud. Carelli est décédée deux ans plus tard dans un accident de voiture. Quelques années après sa mort, Mocchi a épousé Bidu Sayão, dont Carelli avait favorisé la carrière

## Enregistrements
- Harold Wayne Collection Volume 37: Eugenia Burzio,  Emma Carelli,  Ester Mazzoleni contient six airs enregistrés par Carelli entre avril et juillet 1906—"Je suis encore tout étourdie" de Manon; "Vissi d'arte" de Tosca; "Io son l'umile ancella" et "Poveri fiori" de Adriana Lecouvreur; "No! se un pensier torture" et "Non odi là il martir" de Siberia (opéra). Label: Symposium 1244.

- Emma Carelli 33 tr/min - Elmhurst, N.Y. : Club "99", [197?] (OCLC 837852)
  - Adriana Lecouvreur. Io sono l'umile ancella ; Poveri fiori / Cilea
  - Siberia. Nel suo amor ; Non odi la il martir / Giordano
  - Gioconda. Suicidio / Ponchielli
  - Manon. Ancor son' io tutt' attonita (Entrance) / Massenet
  - Dopo / Tosti
  - Fedora. Morte di Fedora / Giordano (avec Elvino Venturini, ténor)
  - Tosca. Quanto? ... Gia mi dicon venal / Puccini (avec Mario Sammarco, baryton)
  - Lorenza. Susanna al bagno (Scene) / Mascheroni (avec M. Sammarco)
  - Mefistofele. L'altra notte / Boito
  - Tosca. Vissi d'arte / Puccini
  - Manon. Addio, nostro piccolo desco / Massenet
  - Aïda. Ritorna vincitor / Verdi
  - Bohème. Mi chiamano Mimi ; Donde lieta (Addio) / Puccini
  - Cavalleria rusticana. Voi lo sapete / Mascagni
  - Zazà. Dir che ci sono al mondo / Leoncavallo
  - Mignon. Non conosci il bel suol / Thomas
  - Jana. Morte di Jana / Renato Virgilio.